# Isusovo djevičansko rođenje
Isusovo djevičansko rođenje kršćanska je doktrina da je Isusa začela njegova majka Marija snagom Duha Svetoga i bez spolnog odnosa. Kršćani ovu doktrinu smatraju objašnjenjem Isusove ljudske i božanske prirode. Istočne pravoslavne crkve prihvaćaju doktrinu kao mjerodavnu zbog njenog uključivanja u Nicejsko vjerovanje, a Katolička Crkva drži je mjerodavnim za vjeru kroz Apostolsko vjerovanje kao i Nicejsko. 
Pripovijest o Isusovom djevičanskom rođenju pojavljuje se u Evanđelju po Mateju 1,18-25 i Luki 1,26-38. Tadašnji drevni svijet nije shvaćao da su i muški spermij i ženska jajna stanica potrebni za formiranje fetusa; ovaj je kulturni milje bio pogodan za čudesne priče o rođenju, a priče o rođenju od djevice i oplodnji smrtnih žena od strane božanstava bile su dobro poznate u grčko-rimskom svijetu 1. stoljeća i židovskim djelima „Drugog hrama”.
Kuran tvrdi da je Isus rođen od djevice, izvodeći svoj izvještaj iz Jakovljevog protoevanđelja iz 2. stoljeća nove ere, ali poriče trojstvene implikacije evanđeoske priče (po islamu Isus je Božji glasnik, ali i ljudsko biće, a ne druga osoba kršćanskog Trojstva).